# Hugo Droguett
Hugo Patricio Droguett Diocares (ur. 2 września 1982 w Santiago) – chilijski piłkarz występujący najczęściej na pozycji lewego pomocnika, obecnie zawodnik koreańskiego Jeonbuk Hyundai Motors.
Jest starszym bratem innego chilijskiego piłkarza – Jaime Droguetta.

## Kariera klubowa
Droguett rozpoczynał swoją klubową karierę w drużynie Universidad Católica z siedzibą w stołecznym Santiago. W sezonie 2001 wywalczył z zespołem wicemistrzostwo Chile, jednak jego wkład w sukces był niewielki – oprócz debiutanckiego spotkania w najwyższej klasie rozgrywkowej nie zdołał ani razu pojawić się na boisku. Na początku 2002 roku został graczem drugoligowego Deportivo Temuco. Do chilijskiej Primera División Droguett powrócił po dwóch latach, po przejściu do Universidadu de Concepción. Nie odniósł z zespołem sukcesów w lidze, jednak w 2004 roku wziął udział w Copa Libertadores i Copa Sudamericana. W latach 2005–2006 reprezentował barwy jednego z dwóch największych (obok CSD Colo-Colo) klubów w ojczyźnie; stołecznego Universidadu de Chile.
Po zdobyciu dwóch tytułów wicemistrzowskich z rzędu (Clausura 2005 i Apertura 2006), a także wzięciu udziału w kilku turniejach międzynarodowych, Droguett został sprzedany do meksykańskiego klubu Tecos UAG z siedzibą w Guadalajarze. Nie osiągnął z tą drużyną większych sukcesów, podobnie jak z następnym zespołem w Meksyku, w którego barwach występował, Morelią. Z tą ekipą wziął jednak udział w turnieju Copa Libertadores 2010. Wiosną 2011 za kwotę trzech milionów dolarów przeszedł do stołecznego meksykańskiego Cruz Azul.
W lutym 2012 na zasadzie rocznego wypożyczenia Droguett zasilił mistrza Korei Północnej – drużynę Jeonbuk Hyundai Motors.
| Sezon     | Klub                      | Kraj             | Rozgrywki        | Mecze | Bramki |
| --------- | ------------------------- | ---------------- | ---------------- | ----- | ------ |
| 2001      | Universidad Católica      | Chile            | Primera División | 1     | 0      |
| 2002      | CD Temuco                 | Chile            | Primera B        | 29    | 3      |
| 2003      | CD Temuco                 | Chile            | Primera B        | 23    | 6      |
| 2004      | Universidad de Concepción | Chile            | Primera División | 18    | 2      |
| 2005      | Universidad de Concepción | Chile            | Primera División | 15    | 6      |
| 2005      | Universidad de Chile      | Chile            | Primera División | 16    | 4      |
| 2006      | Universidad de Chile      | Chile            | Primera División | 14    | 6      |
| 2006/2007 | Tecos UAG                 | Meksyk           | Primera División | 34    | 11     |
| 2007/2008 | Tecos UAG                 | Meksyk           | Primera División | 31    | 13     |
| 2008/2009 | Monarcas Morelia          | Meksyk           | Primera División | 30    | 5      |
| 2009/2010 | Monarcas Morelia          | Meksyk           | Primera División | 41    | 9      |
| 2010/2011 | Monarcas Morelia          | Meksyk           | Primera División | 17    | 2      |
| 2010/2011 | Cruz Azul                 | Meksyk           | Primera División | 10    | 2      |
| 2011/2012 | Cruz Azul                 | Meksyk           | Primera División | 14    | 0      |
| 2012      | Jeonbuk Hyundai Motors    | Korea Południowa | K-League         |       |        |

## Kariera reprezentacyjna
W 2001 roku Droguett został powołany do reprezentacji Chile U–20 na Młodzieżowe Mistrzostwa Świata w Argentynie. Chilijczycy odpadli wówczas w fazie grupowej, natomiast zawodnik Universidadu Católica wystąpił w trzech spotkaniach swojej kadry, nie strzelając bramki.
Droguett w seniorskiej reprezentacji Chile zadebiutował 15 listopada 2006 w wygranej 3:2 towarzyskiej konfrontacji z Paragwajem. Pierwszego gola w kadrze narodowej strzelił 7 września 2007 w wygranym 2:0 sparingu z Austrią.